# Mehdi Benchelah
Pour les articles homonymes, voir Mehdi.
Mehdi Benchelah est un journaliste, écrivain et diplomate de nationalités française et algérienne né à Paris en 1969 d'un père algérien, avocat, et d'une mère française, professeur de lettres. 

## Biographie
Après des études de droit, il se lance dans le journalisme en Amérique latine puis dans les Balkans. Il a ensuite travaillé en Algérie pendant la décennie noire et en Irak après l'invasion américaine de 2003.
De 1998 à 2000, il a été le correspondant du journal hebdomadaire français Le Point et de la radio française Radio France internationale dans la bande de Gaza.
Il commence à travailler pour les Nations unies en Haïti après le tremblement de terre de 2010, puis est nommé en Tunisie en 2012 après la révolution de jasmin,.